# 约翰·安德森 (游戏开发者)
约翰·安德森（瑞典語：Johan Andersson，1974年8月28日—）是一位瑞典籍电子游戏开发者，现担任Paradox Tinto工作室经理。该工作室位于巴塞罗那，是Paradox Interactive开发部门的分部。

## 经历
约翰·安德森在入职Paradox Interactive之前，曾在Funcom担任世嘉游戏机游戏的程序员，参与开发过《噩梦马戏团》和《NBA Hangtime》等游戏。1998年，他加入Paradox公司并成为其最初开发团队的一员，开发了初代《欧陆风云》。后来，他跟随分割出去的Paradox Interactive新公司继续制作大战略游戏。
虽然约翰·安德森的职业生涯始于程序员，但他后来成为Paradox开发工作室（Paradox Development Studio，PDS）的设计师和制作人，参与制作了如《钢铁雄心3》、《十字军之王2》、《维多利亚2》、《欧陆风云4》、《群星》、《钢铁雄心4》和《英白拉多：罗马》等大战略游戏。
约翰·安德森的设计哲学是“创造一个可信的世界”。
他在2020年6月成为新成立的Paradox Tinto工作室的经理，该工作室位于巴塞罗那。